# Mont (Daverdisse)
Pour les articles homonymes, voir Mont.
Mont est un hameau de la commune belge de Daverdisse située en Région wallonne dans la province de Luxembourg.

## Historique
Les localités de Gerhenne, Mont et Sclassin, ayant fusionné en 1823, restèrent dans la commune de Haut-Fays jusqu'à la fusion des communes de 1977.

## Situation
Mont est le prolongement sud-ouest du village de Gembes. Il est situé sur le versant nord-ouest de la Rancenne, un affluent de l'Almache. Trois étangs se trouvent au bord de la Rancenne. Le hameau se trouve sur la route du Maquis remontant le cours de la Rancenne et menant au monument du Maquis.

## Description
Ce hameau ardennais possède plusieurs anciennes fermes et fermettes en pierre du pays. Parmi celles-ci, la ferme en carré placée au-dessus de la colline comprend sur son angle oriental une tour carrée à deux niveaux construite en moellons de grès et rehaussée de pierre de taille aux angles.